# Tabella delle partizioni
La tabella delle partizioni è una tabella di quattro elementi contenuta nel master boot record di un disco rigido. Ciascun elemento di questa tabella occupa 16 byte e contiene le seguenti informazioni relative a una partizione del disco:
1. flag partizione attiva: specifica se da questa partizione dev'essere caricato il nucleo del sistema operativo (1 byte),
2. indirizzo in formato CHS (Cylinder-Head-Sector) del primo settore della partizione (3 byte),
3. tipo di partizione: specifica se la partizione è primaria, estesa, nascosta, di ripristino o vuota, ed eventualmente, il tipo di file system utilizzato (1 byte),
4. indirizzo in formato CHS dell'ultimo settore della partizione (3 byte),
5. numero di settori del disco che precedono la partizione (4 byte),
6. numero di settori del disco che compongono la partizione (4 byte).

Questa tabella può essere utilizzata nei dischi rigidi di capacità inferiore a 2 Terabyte. Per dischi di capacità superiore dev'essere usato lo standard GPT.
Esistono varie utility che permettono di crearla e/o modificarne il contenuto come per esempio Fdisk, Diskpart, GParted e PartitionMagic.